# Dubivka, Krasnodon
Dubivka (în ucraineană Дубівка) este un sat în așezarea urbană Novooleksandrivka din raionul Krasnodon, regiunea Luhansk, Ucraina.

## Demografie
Componența lingvistică a localității Dubivka
     Ucraineană (50%)
     Rusă (50%)
Conform recensământului din 2001, majoritatea populației localității Dubivka era vorbitoare de ucraineană (50%), existând în minoritate și vorbitori de rusă (50%).